# Harku oja
Harku oja är ett vattendrag i landskapet Harjumaa i Estland. Den är 16 km lång och mynnar i sjön Harku järv.